# 세이운 스카이
세이운 스카이(セイウンスカイ, Seiun Sky, 1995년 4월 26일 ~ 2011년 8월 16일)는 일본의 경주마, 종모마다.

## 생애

### 경주마 시기

#### 1999년
1999년 추계 천황상에서는 출발대 입장을 거부, 출발위원과의 충돌을 일으키며 5분의 지연을 발생시키는 바람에, 레이스 후 1개월 출전 정지 징계를 받았다.

## 경주 성적
| 날짜        | 경마장   | 경기명                 | 등급 | 트랙       | 배당 (인기 순위) | 순위 | 시간       | 기수              | 우승마 (2위마)    |
| ----------- | -------- | ---------------------- | ---- | ---------- | ---------------- | ---- | ---------- | ----------------- | ----------------- |
| 1998.01.05. | 나카야마 | 4세 신마 (현 3세 신마) | -    | 잔디 1600m | 12.0 (5)         | 1    | 1:36.7     | 도쿠요시 고지     | (마이네 캐롤)     |
| 1998.01.25. | 나카야마 | 주니어 컵              | OP   | 잔디 2000m | 6.8 (3)          | 1    | 2:03.5     | 도쿠요시 고지     | (메가 히트)       |
| 1998.03.08. | 나카야마 | 야요이상               | G2   | 잔디 2000m | 4.4 (3)          | 2    | 2:01.9     | 도쿠요시 고지     | 스페셜 위크       |
| 1998.04.19. | 나카야마 | 고월상                 | G1   | 잔디 2000m | 5.4 (2)          | 1    | 2:01.3     | 요코야마 노리히로 | (킹 헤일로)       |
| 1998.06.07. | 도쿄     | 도쿄 우준              | G1   | 잔디 2400m | 4.9 (3)          | 4    | 2:26.8     | 요코야마 노리히로 | 스페셜 위크       |
| 1998.10.11. | 교토     | 교토 대상전            | G2   | 잔디 2400m | 6.0 (4)          | 1    | 2:25.6     | 요코야마 노리히로 | (메지로 브라이트) |
| 1998.11.08. | 교토     | 국화상                 | G1   | 잔디 3000m | 4.3 (2)          | 1    | 3:03.2 (R) | 요코야마 노리히로 | (스페셜 위크)     |
| 1998.12.27. | 나카야마 | 아리마 기념            | G1   | 잔디 2500m | 2.7 (1)          | 4    | 2:32.7     | 요코야마 노리히로 | 그래스 원더       |
| 1999.03.28. | 나카야마 | 닛케이상               | G2   | 잔디 2500m | 1.3 (1)          | 1    | 2:35.3     | 요코야마 노리히로 | 세이운 에어리어   |
| 1999.05.02. | 교토     | 춘계 천황상            | G1   | 잔디 3200m | 2.8 (2)          | 3    | 3:15.8     | 요코야마 노리히로 | 스페셜 위크       |
| 1999.08.22. | 삿포로   | 삿포로 기념            | G2   | 잔디 2000m | 1.4 (1)          | 1    | 2:00.1     | 요코야마 노리히로 | (팔레놉시스)      |
| 1999.10.31. | 도쿄     | 추계 천황상            | G1   | 잔디 2000m | 3.8 (1)          | 5    | 1:58.3     | 요코야마 노리히로 | 스페셜 위크       |
| 2001.04.29. | 교토     | 춘계 천황상            | G1   | 잔디 3200m | 22.2 (6)         | 12   | 3:32.0     | 요코야마 노리히로 | 티엠 오페라 오    |

- R: 신기록

## 창작물
- 세이운 스카이는 말인간 미소녀로 모에화되어 《우마무스메 프리티 더비》에도 등장한다.